# 121719 Georgeshaw
121719 Georgeshaw este o planetă minoră (asteroid) din centura de asteroizi. A fost descoperită pe 7 decembrie 1999 la Catalina Station⁠(d) de Catalina Sky Survey. 
Obiectul prezintă o orbită caracterizată de o semiaxă mare de 3,1315502102234 UAi, o excentricitate de 0,17, o înclinație de 12,8 ° în raport cu ecliptica.